# ど

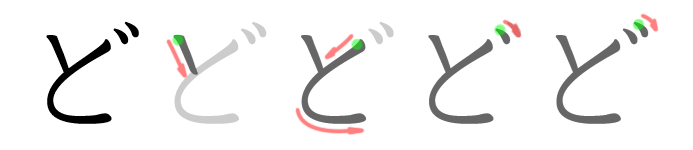
「ど」の筆順

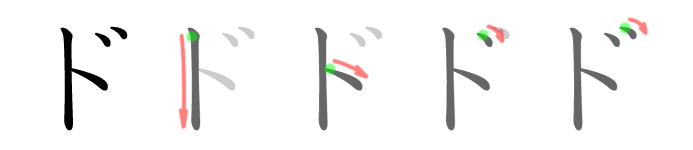
「ド」の筆順

ど、ドは、日本語の音節のひとつであり、仮名のひとつである。1モーラを形成する。と、トに濁点をつけた文字である。
- 現代標準語の音韻: 1子音と1母音「お」から成る音。上歯茎に舌を付けてから離すときに生ずる破裂音。有声。
- 発音： ど[ヘルプ/ファイル]

## ど に関わる諸事項
- 「ど」を単語の前につけた場合は、後の単語の意味を強調する場合が多い[1]。
- 「ド」は、音階における、Cの音をさす。
- 「ど」は日本語の古語における接続詞の一つである。
- 「ど」は現代の日本語における接続詞の一つである。